# TeamSpeak
 (juillet 2016).
Si vous disposez d'ouvrages ou d'articles de référence ou si vous connaissez des sites web de qualité traitant du thème abordé ici, merci de compléter l'article en donnant les références utiles à sa vérifiabilité et en les liant à la section « Notes et références ».
Teamspeak est un logiciel propriétaire d’audioconférence sur Internet (voix sur réseau IP). Il permet de discuter à plusieurs dans des canaux, avec d'autres utilisateurs. Pour utiliser Teamspeak, chaque personne doit avoir installé sur son ordinateur une application client. Avec cette dernière, elle peut se connecter aux milliers de serveurs Teamspeak et entrer dans une salle de discussion (Canal).
Le public visé par Teamspeak est essentiellement les joueurs qui peuvent utiliser le logiciel pour communiquer avec les autres joueurs de la même équipe, dans les jeux multijoueurs. La communication par la voix donne un avantage indéniable en compétition, permettant au joueur de garder ses mains et son attention pour l'action dans le jeu, et non la communication écrite.

## Historique
En 1999, un groupe d'amis qui faisaient du jeu en ligne a constaté qu'il n'existait nulle part une solution de communication vocale qui soit multi-platforme, qui ne demande pas de configuration particulière au niveau du firewall et du routeur des utilisateurs et dont l'utilisation en ressource soit optimale. Ils ont alors commencé un projet personnel, Teamspeak. 

### Teamspeak 1.5
En octobre 2001, la première version publique est sortie, autrement connue sous le nom de « Teamspeak Classic ». Très rapidement le logiciel a connu un succès auquel la petite équipe de développeur ne s'attendait pas. Il a été cédé à la fondation Teamspeak legacy.
Déjà avec cette première version, il est possible de mettre en location des serveurs à condition d'acheter une licence commerciale.

### Teamspeak 2
En 2002, une nouvelle mouture est sortie, Teamspeak 2. Écrite en Delphi Borland et portée sur Linux avec Kylix, cette version n'est pas portée sur Mac OS mais un client non officiel est développé, Teamspeex.
Teamspeak 2 supporte alors les codecs CELP, GSM et Speex de 5,1 kbit/s et jusqu'à 25,9 kbit/s.

### Teamspeak 3
Dès 2004, le développement de la 3e version est lancé. Initialement prévue pour 2006, la beta ouverte est finalement sortie en décembre 2009 qui laissera sa place à la version finale en août 2011.
Cette nouvelle mouture, développée en C++ à l'aide de Qt permet un portage multiplate-forme simplifié. La plupart des systèmes tels que Windows, Linux, Mac OS X, iOS, Android sont supportés. Par rapport à la version précédente, de grandes évolutions ont lieu : le temps de latence et l'utilisation en bande passante sont améliorés grâce au support de nouveaux codecs dont le taux de transfert se situe désormais entre 2,6  et   114 kbit/s. 
Une refonte de l'interface client est effectuée et la possibilité de faire du transfert de fichier fait son apparition. Aucune interopérabilité entre les clients et serveurs des versions 2 et 3 de Teamspeak n’est possible, il s’agit donc de deux écosystèmes distincts. 

### Teamspeak 5
Fin 2018, TeamSpeak annonce sur son site web la sortie prochaine de TeamSpeak 5 en remplacement de TeamSpeak 3. Il propose l'inscription à un programme de beta dont la date n'est pas définie.

### Permissions
Jusqu'à Teamspeak 2, la gestion des utilisateurs et de leurs permissions se faisait à l'aide d'un système de comptes utilisateurs de différents types tels que « Super Server Administrator », « Server Administrator », « Channel Administrator », « Registred » ou « Anonymous ».
Teamspeak 3 apporte alors la notion d'identifiant unique et d'identités. Le logiciel client contient par défaut une identité qui est caractérisée par un identifiant dit unique (une suite de caractères générée aléatoirement). Lorsqu'un client se connecte à un serveur, il fait automatiquement partie du groupe par défaut (en général le groupe « Guest »). Les administrateurs du serveur peuvent alors l'ajouter dans différents groupes ou modifier ses permissions. 
Le client est identifié par le serveur grâce à son identifiant unique qui représente donc une sorte de plaque d'immatriculation. Tout ceci permet alors à l'utilisateur de pouvoir s'affranchir d'un nom d'utilisateur et d'un mot de passe contrairement à Teamspeak 2.

## Serveur
Le serveur peut être installé sur un système Windows, Linux, FreeBSD (32  et   64 bits) et sur Mac OS X. 
Le serveur peut être lancé avec ou sans licence et différentes licences sont proposées par Teamspeak.

## Client
Le client Teamspeak est un logiciel permettant de se connecter à un serveur Teamspeak.